# Warrior King
Warrior King (* 27. Juli 1979 in Kingston; richtiger Name Mark Dyer) ist ein jamaikanischer Reggae-Musiker.

## Karriere
Schon als Jugendlicher fühlte Mark Dyer sich zur Musik hingezogen, bemühte sich aber zunächst vorrangig um seine Ausbildung, unter anderem am St. Andrew Technical und am National Tools Engineering Institute, er trat nur nebenher bei Schulkonzerten und Talentwettbewerben auf. 
Ende der 1990er Jahre schaffte Dyer es, gemeinsam mit seinem DJ-Kollegen Little Blacks (Marlon Stewart) mit der von Cocoa Tea produzierten Single Nuff a Dem a Evil das erste Mal ins jamaikanische Radio. Sie spielten als Duo auf zahlreichen Veranstaltungen und Festivals, bevor Dyer, der inzwischen von Frisco Kid Warrior King getauft worden war, mit der Single Virtuous Woman sein erster großer und diesmal auch internationaler Chart-Erfolg gelang. Der Song fand Anerkennung für seine positive Botschaft, was auch allgemein für Warrior Kings musikalischen Stil gilt, der anzusiedeln ist zwischen Roots-Reggae, Lovers Rock und Dancehall-Reggae. 
Im Jahr 2001 erschien nach dem Erfolg der Single sein gleichnamiges Debütalbum Virtuous Woman mit weiteren Hits, wie zum Beispiel Never Go Where Pagans Go. 2005 folgte das zweite Album Hold the Faith.

## Diskographie (Auswahl)
- Virtuous Woman (2001, VP Records)
- Hold the Faith (2005, VP Records)
- Tell Me How Me Sound (2011)
- Who feels it (2020)